# Famiglia all'incontrario
Famiglia all'incontrario è stata una miniserie televisiva trasmessa su Rai 2 il sabato pomeriggio dalle 16:25 alle 17:00 per 8 puntate, con protagonisti gli Arteteca (Monica Lima e Enzo Iuppariello) e la loro figlia Sara, con la partecipazione di Ciro Ceruti e Giulia Sara Salemi.

## Puntate e ascolti
| n. puntate | data Prima Visione Assoluta | Trama | Ascolti            | Share |
| ---------- | --------------------------- | --- | ------------------ | ----- |
| 1 puntata  | 11 giugno 2022              | Enzo e Ciro perdono il lavoro lo stesso giorno, Monica cerca di prendere la situazione in mano ma arriva Lavina, ex moglie di Ciro pretendendo gli alimenti arretrati. Monica propone ad Enzo di farsi aiutare da suo fratello Marco. Milly cerca di spiegare a suo padre la sua pansessualità. Con l'aiuto di Marco, Monica decide di aprire un centro estetico, Enzo dovrà sbrigare lui le faccende di casa. | 410.000 spettatori | 4,8%  |
| 2 puntata  | 11 giugno 2022              | Enzo si comporta come una casalinga isterica, Monica sempre più entusiasta dall'idea di aprire il centro estetico ignara dalle difficoltà che si presenteranno. Ciro non condivide le scelte amorose di Milly. Marco felice di averli aiutati, ma precisa di non amare gli sprechi. Arriva Elena, anziana proprietaria di casa lamentando i mesi di fitti arretrati. Elena si strozza con dei biscotti ma grazie alla manovra anti soffocamento eseguita da Enzo si salva. | 410.000 spettatori | 4,8%  |
| 3 puntata  | 18 giugno 2022              | È il primo giorno di scuola per la piccola Sara. Lavinia e Ciro continuano a litigare per gli alimenti arretrati, Ciro in preda alla gelosia cerca invano di recuperare il suo matrimonio. A Monica servono i soldi per acquistare i condizionatori al centro estetico, mentre Enzo si mostra sempre più disperato a causa delle faccende domestiche. Enzo e Ciro vedono una partita di calcio alla tv, quest'ultimo crede di aver vinto una bolletta scommesse di circa 10 mila euro ed è intento a regalarli a Monica. Sono tutti felici fino a quando non arriva Lavinia e Monica le cede la vincita. | 492.000 spettatori | 5,2%  |
| 4 puntata  | 18 giugno 2022              | Monica non aveva previsto tutta la documentazione e i permessi necessari per aprire il centro estetico. Marco propone a Enzo e Monica di fare lo sciopero della fame, viene coinvolto anche Ciro. Monica e Ciro cedono alla tentazione del cibo, Enzo affranto resiste. Arriva Elena a sorpresa con il documento atteso. | 492.000 spettatori | 5,2%  |
| 5 puntata  | 18 giugno 2022              | Sara gioca, Enzo con un costume da ape maia diverte Sara Lavinia comunica a Ciro che mancano circa ventimila euro di alimenti arretrati. Monica sempre più sconfortata dalla burocrazia, serve un diploma di estetica. Milly aiuta Monica a studiare. Monica pensa di essere incinta e si comporta come tale. Elena cerca di sedurre Ciro. | 492.000 spettatori | 5,2%  |
| 6 puntata  | 25 giugno 2022              | Monica cerca di insegnare l'inglese a Sara. Lavinia raggiunge Ciro e Milly per informarli del suo nuovo fidanzato, Milly le presenta Elena come compagna di suo padre. Tra Monica e Enzo svanisce l'intimità, Enzo pensa solo alle faccende domestiche e Monica al suo centro estetico. Decidono di separarsi, Ciro non è d'accordo e chiama in aiuto Marco. Milly e Ciro prendono di peso Enzo e lo trascinano in camera di Monica. E' pace fatta | 422.000 spettatori | 4,6%  |
| 7 puntata  | 25 giugno 2022              | Enzo in crisi esistenziali. Continuano i lavori al centro estetico, mastro Galeazzo chiede altri soldi. Milly ha un pasticcio sentimentale e chiede aiuto a Ciro. | 422.000 spettatori | 4,6%  |
| 8 puntata  | 25 giugno 2022              | Milly dice a Ciro di aver lasciato il suo fidanzato, un uomo più grande di lei e di essersi innamorata di un ragazzo. Sono ultimati i lavori al centro estetico, Monica ne è fiera. Arriva Lavinia a congratularsi per l'apertura del centro estetico con un regalino non tanto piacevole. Tutti sono felici fino a quando Monica... | 422.000 spettatori | 4,6%  |